# Marquesado de Auñón
El marquesado de Auñón es un título nobiliario español, de Castilla. Fue concedido en 1582 por el rey Felipe II en favor de Melchor de Herrera y Ribera, señor de las villas de Auñón, Valdemoro, Valdaracete, Berninches, Villajimena y Talamanca, I marqués de Oyra en el Reino de Nápoles, del Consejo Real de Hacienda, canciller mayor y tesorero general de Castilla, comisario general de los Ejércitos de Flandes, alférez mayor de Madrid y patrono de la capilla mayor del Convento de San Felipe el Real de esta villa.

## Historia de los marqueses de Auñón
- Melchor de Herrera y Ribera, I marqués de Auñón,[1] hijo de Fernando Gómez de Herrera, miembro de los consejos de los Reyes Católicos, y de su segunda esposa, Ana de Ribera, hija de Fernando de Ribera Coello, señor de Villarrejo de la Peñuela, y de María Téllez.[2][3]

Casó con Francisca de Padilla, hija de Gutierre López de Padilla y Guzmán, señor de Novés y de María de Bobadilla y Padilla. Sucedió su hija:
- Juana de Herrera y Padilla, II marquesa de Auñón.[a]

Casó con Lorenzo de Cárdenas, IX conde de la Puebla del Maestre, grande de España. Sucedió su hijo:
- Diego de Cárdenas y Herrera (11 de mayo de 1602-15 de enero de 1659), III marqués de Auñón,[4] X conde de la Puebla del Maestre, grande de España[5] XII señor y I marqués de Bacares y caballero de la Orden de Santiago.[4][6]

Casó con Mariana Tomasa de Ulloa Zúñiga y Velasco, X condesa de Nieva y V marquesa de La Mota.  Sucedió su hijo:
- José Alejo de Cárdenas Ulloa y Zúñiga (Madrid, 26 de julio de 1602-1664), IV marqués de Auñon,[4] XI conde de la Puebla del Maestre, grande de España,[5] VI marqués de la Mota, XI conde de Nieva[7] y II marqués de Bacares.[4]

Casó el 11 de noviembre de 1657 de con Inés de Castro Cabrera-Bobadilla y Enríquez de Rivera, VI condesa de Chinchón, II marquesa de San Martín de la Vega, dama de la reina María de Austria, etc. Sucedió su hija:
- Francisca de Cárdenas Cabrera y Bobadilla (1660-23 de octubre de 1669),  V condesa de Auñón, XII condesa de la Puebla del Maestre,[5] III marquesa de Bacares, VII marquesa de La Mota, XII condesa de Nieva, VII condesa de Chinchón, III marquesa de San Martín de la Vega y menina de la reina.[8]

Sucedió su tío paterno:
- Lorenzo Antonio de Cárdenas Gamboa y Zúñiga (m. 6 de junio de 1706), VI marqués de Auñon,[4] XIII conde de la Puebla del Maestre, grande de España,[5] VIII marqués de la Mota, XIII conde de Nieva, IV marqués de Bacares, caballero de la Orden de Santiago, mayordomo y gentilhombre de cámara de Carlos II y embajador extraordinario en Francia.[4]

Casó en primeras nupcias con Francisca de Saavedra y Guevara. Casó en segundas con María Micaela de Bracamonte y Alarcón. Contrajo un tercer matrimonio con Andrea de Velasco, viuda del X conde de Alba de Liste. Casó en cuartas nupcias con Francisca de Portocarrero de la Cerda. Sucedió, tras sentencia judicial de 1709:
Marcos Baltasar de Lanuza y Mendoza (c. 1650-después de 1709), VII marqués de Auñón, I conde de Clavijo, X señor de la villa de Clavijo, X señor de Miraflores y de Aldehuela, señor de la fortaleza de Picaza y gentilhombre de boca del rey Carlos II y miembro de su Consejo de hacienda. Era hijo de Martín José Batista de Lanuza y Serra de Arteaga y de Juana Lorenza de Molina Mendoza, VII señora de Clavijo, Miraflores y de Aldehuela.
Casó, en Morata de Jalón, el 30 de marzo de 1682, con Manuela Sanz de Cortés Heredia y Mendoza (Zaragoza, 1664-Madrid, 24 de diciembre de 1731), hija de Francisco Antonio Domingo Sanz de Cortés y Borau, I marqués de Villaverde, y de su segunda esposa, Ana María Fernández de Heredia Mendoza Sanz de Latras y Camargo, hija del I conde de Contamina. Sucedió su hija:
- Francisca Javiera de Lanuza y Sanz de Cortés (Madrid, 1683/1685-5 de enero de 1754), VIII marquesa de Auñón y II condesa de Clavijo.[9]

Casó, en primeras nupcias, el 30 de mayo de 1720, con Miguel Carlos de Sada y Antillón, caballero de la Orden de San Juan. Contrajo un segundo matrimonio, el 15 de agosto de 1749, con Jerónimo José de Baños y Utrera. Sin descendencia, sucedió por sentencia judicial por real despacho del 8 de abril de 1756:
- Juan Antonio Remírez de Baquedano y Zúñiga (m. 26 de marzo de 1786),[12] IX marqués de Auñón,[13] IV marqués de Andía, V marqués de la Rivera,[13] hijo de Juan Francisco Remírez de Baquedano y Raxa, III marqués de Andía y de María Teresa de Zúñiga y Molina, IV marquesa de la Rivera.[14]

Casó con Petra de Quiñones-Beaumont y Alamós, V marquesa de Villasinda y VII condesa de Sevilla la Nueva. Sucedió su hija:
- María Dominga Remírez de Baquedano y Quiñones (m. 8 de marzo de 1848), X marquesa de Auñón,[13] V marquesa de Andía, VI marquesa de la Rivera de Tajuña, VI marquesa de Villasinda y VIII condesa de Sevilla la Nueva.[13]

Casó el 29 de mayo de 1782 con Juan Martín de Saavedra y Ramírez Pérez de Saavedra (m. 1802), I duque de Rivas, IV marqués del Villar, caballero de la Orden de Carlos III y caballerizo mayor de la princesa y del príncipe de Asturias.
- Ángel María de Saavedra y Remírez de Baquedano (Córdoba, 10 de marzo de 1791-Madrid, 22 de junio de 1865), XI marqués de Auñón,[16]  III duque de Rivas,[17] VI marqués del Villar, VI marqués de Andía, VII marqués de la Rivera de Tajuña, VII marqués de Villasinda, caballero del Toisón de Oro, director perpetuo de la Real Academia Española, escritor, poeta, dramaturgo, etc.[16]

Casó el 2 de agosto de 1838 con María de la Encarnación de Cueto y Ortega.  Sucedió su hijo:
- Enrique de Saavedra y Cueto (La Veleta, 13 de septiembre de 1828-Madrid, 7 de noviembre de 1914),[18] XII marqués de Auñón,[16] IV duque de Rivas,[17] VII marqués de Andía, VIII marqués de Villasinda, VIII marqués de Bogaraya, ministro en Florencia, académico de la Real Academia Española, senador, caballero de la Orden de Calatrava, caballero de la Orden del Toisón de Oro, etc.[16]

Casó el 10 de agosto de 1864, en París, con Celina Alfonso y Aldama, (París, 5 de diciembre de 1839-Madrid, 14 de febrero de 1919), dama noble de la Orden de María Luisa. Sucedió su hija:
- María de la Clemencia Ramírez de Saavedra y Alfonso (París, 21 de noviembre de 1876[19]-1946), XIII marquesa de Auñón,[19] IX marquesa de Villasinda y IX marquesa de Bogaraya.[19]

Casó con Luis Varela y Delavat (Madrid, 5 de enero de 1870-Fuenterrabía, 30 de junio de 1926), diplomático y escritor. En 13 de noviembre de 1916, sucedió su hijo a quien su madre cedió el título:
- Enrique Varela y Ramírez de Saavedra (n. Madrid, 30 de enero de 1899), XIV marqués de Auñón,[16][3]

Casó con Luisa Muguiro y Pierrard. Sucedió su hijo en 1950:
- Luis Enrique Varela y Muguiro (Madrid, 26 de diciembre de 1932-Madrid, 17 de febrero de 2022[21]), XV marqués de Auñón,[22][19] X marqués de Villasinda[23] y diplomático.[19]

Casó con Carmen Martos y Azlor de Aragón. Sucedió su hijo:
- Enrique Valera y Martos (n. San Sebastián, 11 de agosto de 1967), XVI marqués de Auñón.[24]